# Apanha se Puderes
Apanha Se Puderes foi um concurso de televisão português transmitido inicialmente nos fins de tarde da TVI. 
Com a saída de Cristina Ferreira para a SIC, Rita Pereira junta-se a Pedro Teixeira na apresentação.
Este programa chegou a ser emitido não só ao fim da tarde de segunda a sexta-feira, como também ao sábado à tarde e domingo à noite, com celebridades.
Foi inspirado no modelo israelita, Raid The Cage. A versão original estreou em Israel em 2013 e já foi replicado em vários países: Estados Unidos da América, Rússia e China.

## Formato
Um dos apresentadores coloca questões aleatórias de cultura geral, que têm sempre quatro hipóteses de resposta, numa ordem ascendente de dificuldade. Um dos participantes escolhe a resposta que considera estar correta. Se acertar, a montra de prémios (gaiola) abre-se imediatamente e o outro participante corre para recolher o maior número de prémios que conseguir dentro do tempo previsto. Tem de sair da gaiola antes que o tempo se esgote e as portas se fechem, caso contrário é eliminado. O tempo para a recolha de prémios vai aumentando à medida que vão acertando nas questões.
A 10.ª ronda consiste na chamada pergunta arrasadora: se acertarem na resposta, os participantes levam tudo o que está na montra de prémios, se falharem na resposta são eliminados e não ganham nada. Depois da primeira pergunta, a dupla tem de escolher qual o grande prémio para o qual quer jogar, mantendo esse objetivo ao longo de toda a sua participação, tentando acumular bens que perfaçam o valor do grande prémio escolhido. Caso o consigam, ganham esse montante em dinheiro.
Grande parte dos prémios está à vista, mas existem alguns que estão contidos em caixas de oferta de diferentes tamanhos e de conteúdo desconhecido, aumentando a pressão do concorrente, que, numa corrida contra o tempo, tem de decidir que prémios levar.
Existem também prémios que não podem simplesmente ser apanhados e retirados da gaiola, exigindo um pequeno desafio a fim de serem ”libertados”. A gaiola funciona como uma verdadeira montra de produtos, sendo que os prémios que podem estar em jogo são: conjunto de eletrodomésticos, carros, motos, viagens e dinheiro.

## Temporadas
| Temporada | Temporada             | Estreia                 | Apresentadora                 | Co-apresentador               |
| --------- | --------------------- | ----------------------- | ----------------------------- | ----------------------------- |
|           | 1                     | 13 de março de 2017     | Cristina Ferreira             | Pedro Teixeira                |
| 2         | 4 de setembro de 2017 |                         | Cristina Ferreira             | Pedro Teixeira                |
|           | 3                     | 13 de março de 2018     | Cristina Ferreira             | Pedro Teixeira                |
| 4         | 1 de outubro de 2018  |                         | Cristina Ferreira             | Pedro Teixeira                |
|           | 5                     | 23 de fevereiro de 2019 | Rita Pereira e Pedro Teixeira | Rita Pereira e Pedro Teixeira |

## Audiências dos primeiros programas
Legenda:
     — Audiência mais elevada da temporada
     — Audiência mais baixa da temporada
     — Melhor audiência/pico máximo da temporada
| #                                                                        | Data                                                            | Rating (%)    | Share (%)     | Pico máximo   | Pico máximo   | Telespetadores (Média) | Ref.   |
| #                                                                        | Data                                                            | Rating (%)    | Share (%)     | Rating (%)    | Share (%)     | Telespetadores (Média) | Ref.   |
| #                                                                        | Data                                                            | LIVE + VOSDAL | LIVE + VOSDAL | LIVE + VOSDAL | LIVE + VOSDAL | Telespetadores (Média) | Ref.   |
| Semana 1                                                                 |                                                                 |               |               |               |               |                        |        |
| ------------------------------------------------------------------------ | --------------------------------------------------------------- | ------------- | ------------- | ------------- | ------------- | ---------------------- | ------ |
| 1                                                                        | Segunda-feira, 13 de março de 2017                              | 10,6%         | 25,9%         | 12,1%         | 27,5%         | 1 029 000              | [ 3 ]  |
| 2                                                                        | Terça-feira, 14 de março de 2017                                | 10,7%         | 25,3%         | 12,2%         | 26,2%         | 1 029 000              | [ 4 ]  |
| 3                                                                        | Quarta-feira, 15 de março de 2017                               | 9,6%          | 24,6%         | —             | —             | 932 000                | [ 5 ]  |
| 4                                                                        | Quinta-feira, 16 de março de 2017                               | 11,8%         | 28,9%         | —             | —             | 1 144 000              | [ 6 ]  |
| 5                                                                        | Sexta-feira, 17 de março de 2017                                | 10,2%         | 26,0%         | 12,4%         | 29,9%         | 972 000                | [ 7 ]  |
| 6                                                                        | Sábado, 18 de março de 2017 (Especial Famosos)                  | 7,7%          | 19,4%         | —             | —             | 741 800                | [ 8 ]  |
| Semana 2                                                                 |                                                                 |               |               |               |               |                        |        |
| 7                                                                        | Segunda-feira, 20 de março de 2017                              | 10,7%         | 24,5%         | —             | —             | 1 029 000              | [ 9 ]  |
| 8                                                                        | Terça-feira, 21 de março de 2017                                | 10,7%         | 26,3%         | —             | —             | 1 029 000              |        |
| 9                                                                        | Quarta-feira, 22 de março de 2017                               | 11,3%         | 26,2%         | —             | —             | 1 089 000              |        |
| 10                                                                       | Quinta-feira, 23 de março de 2017                               | 11,4%         | 27,1%         | 15,4%         | 34,1%         | 1 105 000              | [ 10 ] |
| 11                                                                       | Sexta-feira, 24 de março de 2017                                | 11,8%         | 28,0%         | —             | —             | 1 144 000              |        |
| 12                                                                       | Sábado, 25 de março de 2017 (Especial Famosos)                  | 8,0%          | 18,4%         | —             | —             | 771 800                |        |
| Semana 3                                                                 |                                                                 |               |               |               |               |                        |        |
| 13                                                                       | Segunda-feira, 27 de março de 2017                              | 9,2%          | 24,4%         | —             | —             | 895 600                | [ 11 ] |
| 14                                                                       | Quarta-feira, 29 de março de 2017                               | 8,9%          | 25,9%         | —             | —             | 859 400                | [ 12 ] |
| 15                                                                       | Quinta-feira, 30 de março de 2017                               | 8,6%          | 23,6%         | —             | —             | 829 400                |        |
| 16                                                                       | Sexta-feira, 31 de março de 2017                                | 9,1%          | 24,4%         | —             | —             | 885 600                |        |
| 17                                                                       | Sábado, 1 de abril de 2017 (Especial Famosos)                   | 5,5%          | 16,2%         | —             | —             | 520 100                |        |
| Semana 4                                                                 |                                                                 |               |               |               |               |                        |        |
| 18                                                                       | Segunda-feira, 3 de abril de 2017                               | 8,4%          | 24,7%         | —             | —             | 794 400                | [ 11 ] |
| 19                                                                       | Terça-feira, 4 de abril de 2017                                 | 9,3%          | 26,9%         | —             | —             | 879 500                | [ 11 ] |
| 20                                                                       | Quarta-feira, 5 de abril de 2017                                | 8,6%          | 25,2%         | —             | —             | 813 300                | [ 12 ] |
| 21                                                                       | Quinta-feira, 6 de abril de 2017                                | 8,8%          | 26,1%         | —             | —             | 832 200                |        |
| 22                                                                       | Sexta-feira, 7 de abril de 2017                                 | 7,8%          | 24,2%         | —             | —             | 737 600                |        |
| 23                                                                       | Sábado, 8 de abril de 2017 (Especial Famosos)                   | 5,3%          | 18,8%         | —             | —             | 501 200                |        |
| Semana 5                                                                 |                                                                 |               |               |               |               |                        |        |
| 24                                                                       | Segunda-feira, 10 de abril de 2017                              | 9,3%          | 26,6%         | —             | —             | 879 500                | [ 11 ] |
| 25                                                                       | Terça-feira, 11 de abril de 2017                                | 8,3%          | 24,4%         | —             | —             | 784 900                | [ 11 ] |
| 26                                                                       | Quarta-feira, 12 de abril de 2017                               | 7,7%          | 22,0%         | —             | —             | 728 200                | [ 12 ] |
| 27                                                                       | Quinta-feira, 13 de abril de 2017                               | 8,5%          | 26,5%         | —             | —             | 803 800                |        |
| 28                                                                       | Sexta-feira, 14 de abril de 2017                                | 7,5%          | 20,8%         | —             | —             | 709 300                |        |
| 29                                                                       | Sábado, 15 de abril de 2017 (Especial Crianças)                 | 7,6%          | 24,3%         | —             | —             | 718 700                |        |
| Semana 6                                                                 |                                                                 |               |               |               |               |                        |        |
| 30                                                                       | Segunda-feira, 17 de abril de 2017                              | 10,2%         | 27,8%         | —             | —             | 964 600                | [ 13 ] |
| 31                                                                       | Terça-feira, 18 de abril de 2017                                | 9,8%          | 27,6%         | —             | —             | 926 800                |        |
| 32                                                                       | Quarta-feira, 19 de abril de 2017                               | 8,1%          | 23,4%         | —             | —             | 766 000                |        |
| 33                                                                       | Quinta-feira, 20 de abril de 2017                               | 9,1%          | 27,6%         | —             | —             | 860 600                |        |
| 34                                                                       | Sexta-feira, 21 de abril de 2017                                | 9,2%          | 28,3%         | —             | —             | 870 000                |        |
| 35                                                                       | Sábado, 22 de abril de 2017 (Especial Famosos)                  | 5,9%          | 19,3%         | —             | —             | 557 900                |        |
| Semana 7                                                                 |                                                                 |               |               |               |               |                        |        |
| 36                                                                       | Segunda-feira, 24 de abril de 2017                              | 9,9%          | 28,8%         | 11,7%         | 31,7%         | 936 200                |        |
| 37                                                                       | Terça-feira, 25 de abril de 2017 (Especial Feriado com Famosos) | 10,4%         | 25,3%         | —             | —             | 983 500                |        |
| 38                                                                       | Quarta-feira, 26 de abril de 2017                               | 9,9%          | 28,1%         | 12,8%         | 32,5%         | 956 700                | [ 14 ] |
| 39                                                                       | Quinta-feira, 27 de abril de 2017                               | 9,3%          | 27,3%         | —             | —             | 879 500                | [ 15 ] |
| 40                                                                       | Sábado, 29 de abril de 2017 (Especial Famosos)                  | 6,4%          | 19,6%         | —             | —             | 619 200                |        |
| Semana 8                                                                 |                                                                 |               |               |               |               |                        |        |
| 41                                                                       | Segunda-feira, 1 de maio de 2017                                | 9,4%          | 23,9%         | —             | —             | 889 000                |        |
| 42                                                                       | Terça-feira, 2 de maio de 2017                                  | 9,4%          | 28,5%         | —             | —             | 889 000                |        |
| 43                                                                       | Quarta-feira, 3 de maio de 2017                                 | 8,1%          | 26,3%         | —             | —             | 766 000                |        |
| 44                                                                       | Quinta-feira, 4 de maio de 2017                                 | 9,3%          | 27,4%         | —             | —             | 879 500                |        |
| 45                                                                       | Sexta-feira, 5 de maio de 2017                                  | 9,5%          | 28,1%         | —             | —             | 898 400                |        |
| 46                                                                       | Sábado, 6 de maio de 2017 (Especial Famosos)                    | 6,2%          | 21,3%         | —             | —             | 586 300                |        |
| Semana(A Partir desta semana o programa é de segunda a quinta e sábado 9 |                                                                 |               |               |               |               |                        |        |
| 47                                                                       | Segunda-feira, 8 de maio de 2017                                | —             | —             | —             | —             | —                      |        |
| 48                                                                       | Terça-feira, 9 de maio de 2017                                  | 9%            | 28%           | —             | —             | 855 000                |        |
| 49                                                                       | Quarta-feira, 10 de maio de 2017                                | 10,3%         | 28%           | —             | —             | 978 500                |        |
| 50                                                                       | Quinta-feira, 11 de maio de 2017                                | 9,7%          | 27,5%         | —             | —             | 921 500                |        |
| 51                                                                       | Sábado, 13 de maio de 2017 (Especial Famosos)                   | 6,1%          | 16,3%         | —             | —             | 579 500                |        |
| Semana 10                                                                |                                                                 |               |               |               |               |                        |        |
| 52                                                                       | Segunda-feira, 15 de maio de 2017                               | 8,4%          | 25,5%         | —             | —             | 798 000                |        |
| 53                                                                       | Terça-feira, 16 de maio de 2017                                 | —             | —             | —             | —             | —                      |        |
| 54                                                                       | Quarta-feira, 17 de maio de 2017                                | —             | —             | —             | —             | —                      |        |
| 55                                                                       | Quinta-feira, 18 de maio de 2017                                | —             | —             | —             | —             | —                      |        |
| 56                                                                       | Sábado, 20 de maio de 2017 (Especial Famosos)                   | 5,1%          | 18,2%         | —             | —             | 484 500                |        |
| Semana 11                                                                |                                                                 |               |               |               |               |                        |        |
| 57                                                                       | Segunda-feira, 22 de maio de 2017                               | 9,2%          | 27,7%         | —             | —             | 874 000                |        |
| 58                                                                       | Terça-feira, 23 de maio de 2017                                 | 7,3%          | 24,2%         | —             | —             | 693 500                |        |
| 59                                                                       | Quarta-feira, 24 de maio de 2017                                | 8,1%          | 25,6%         | —             | —             | 769 500                |        |
| 60                                                                       | Quinta-feira, 25 de maio de 2017                                | 9,1%          | 28,3%         | —             | —             | 864 500                |        |
| 61                                                                       | Sábado, 27 de maio de 2017 (Especial Famosos)                   | 7,7%          | 23,9%         | —             | —             | 731 500                |        |
| Semana 12                                                                |                                                                 |               |               |               |               |                        |        |
| 62                                                                       | Segunda-feira, 29 de maio de 2017                               | 10%           | 28,9%         | —             | —             | 963 600                | [ 16 ] |
| 63                                                                       | Terça-feira, 30 de maio de 2017                                 | 9,3%          | 28,8%         | —             | —             | 879 500                |        |
| 64                                                                       | Quarta-feira, 31 de maio de 2017                                | 8,5%          | 27,3%         | —             | —             | 803 800                |        |
| 65                                                                       | Quinta-feira, 1 de junho de 2017 (Especial Dia da Criança)      | 8,2%          | 26%           | —             | —             | 776 000                |        |
| 66                                                                       | Sábado, 3 de junho de 2017 (Especial Famosos)                   | 6,3%          | 20,5%         | —             | —             | 599 500                |        |
| Semana 13                                                                |                                                                 |               |               |               |               |                        |        |
| 67                                                                       | Segunda-feira, 5 de junho de 2017                               | 9,4%          | 27,8%         | —             | —             | 893 000                |        |
| 68                                                                       | Terça-feira, 6 de junho de 2017                                 | 8,8%          | 27,3%         | —             | —             | 836 000                |        |
| 69                                                                       | Quarta-feira, 7 de junho de 2017                                | 8,7%          | 28,5%         | —             | —             | 826 000                |        |
| 70                                                                       | Quinta-feira, 8 de junho de 2017                                | 10,6%         | 33,0%         | —             | —             | 1 007 000              |        |
| 71                                                                       | Sábado, 10 de junho de 2017 (Especial Famosos)                  | 6,6%          | 22,7%         | —             | —             | 627 000                |        |
| Semana 14                                                                |                                                                 |               |               |               |               |                        |        |
| 72                                                                       | Segunda-feira, 12 de junho de 2017                              | 9,2%          | 29,6%         | —             | —             | 874 000                |        |
| 73                                                                       | Quarta-feira, 14 de junho de 2017                               | 7,9%          | 27,2%         | —             | —             | —                      |        |
| 74                                                                       | Quinta-feira, 15 de junho de 2017                               | 8,7%          | 26%           | —             | —             | —                      |        |
| 75                                                                       | Sábado, 17 de junho de 2017 (Especial Famosos)                  | 6%            | 21,1%         | —             | —             | —                      |        |
| Semana 15                                                                |                                                                 |               |               |               |               |                        |        |
| 76                                                                       | Segunda-feira, 19 de junho de 2017                              | 7,6%          | 24,3%         | —             | —             | —                      |        |
| 77                                                                       | Terça-feira, 20 de junho de 2017                                | 7,3%          | 22,5%         | —             | —             | —                      |        |
| 78                                                                       | Quarta-feira, 21 de junho de 2017                               | 7,3%          | 23,8%         | —             | —             | —                      |        |
| 79                                                                       | Quinta-feira, 22 de junho de 2017                               | 7,5%          | 24%           | —             | —             | —                      |        |
| 80                                                                       | Sábado, 24 de junho de 2017 (Especial Famosos)                  | 5,6%          | 18,5%         | —             | —             | —                      |        |
| Semana 16                                                                |                                                                 |               |               |               |               |                        |        |
| 81                                                                       | Segunda-feira, 26 de junho de 2017                              | 10%           | 30,7%         | —             | —             | —                      |        |
| 82                                                                       | Terça-feira, 27 de junho de 2017                                | 9,8%          | 28%           | —             | —             | —                      |        |
| 83                                                                       | Quarta-feira, 28 de junho de 2017 (R)                           | 5,9%          | 15,2%         | —             | —             | —                      |        |
| 84                                                                       | Quinta-feira, 29 de junho de 2017                               | 9,8%          | 28,3%         | —             | —             | —                      |        |
| A partir de 2 de julho de 2017 (Episódios repetidos)                     |                                                                 |               |               |               |               |                        |        |
|                                                                          | —                                                               | —             | —             | —             | —             | —                      | —      |
| Semana 24 (Domingo)                                                      |                                                                 |               |               |               |               |                        |        |
| 85                                                                       | Domingo, 20 de agosto de 2017 (Especial Famosos)                | 10,1%         | 24,9%         | 11,9%         | 29,1%         | —                      |        |
| Semana 25 (Domingo)                                                      |                                                                 |               |               |               |               |                        |        |
| 86                                                                       | Domingo, 27 de agosto de 2017 (Especial Famosos)                | 9,8%          | 22,9%         | —             | —             |                        |        |
| Programas de Sábado (VIP)                                                |                                                                 |               |               |               |               |                        |        |